# Suka Mulya (Lemong)
Suka Mulya is een bestuurslaag in het regentschap Lampung Barat van de provincie Lampung, Indonesië. Suka Mulya telt 1245 inwoners (volkstelling 2010).